# Pych

Wappen Zadora

Pych, auch Pich, ist der Name eines kaschubischen Adelsgeschlechts. Zweige der Familie bestehen bis heute fort.

## Geschichte
Die Pych führen nach dem adligen Gut Liepnitz im Altkreis Schlochau, gemeinsam mit den Geschlechtern Aubracht, Depka, Janicz, Janta, Kospot, Pazątka, Pupka, Ryman, Szur und Wnuk, den Beinamen Lipinski. Bereits im Jahre 1526 werden die Pych unter den Besitzern in Liepnitz urkundlich genannt.
Ein anderer Zweig der Pych nannte sich nach dem Gut Prondzonna, in unmittelbarer Nachbarschaft zu Liepnitz, Pych Prądzynski.
Im 18. Jahrhundert waren die Pych noch in Tschebiatkow begütert, hatten jedoch auch späterhin mehrfach in der Region Bütow-Schlochau nicht adligen Grundbesitz, so bspw. in Flötenstein. Noch heute ist dieses Gebiet ein Hauptlebensmittelpunkt der Familie in Polen, während sich die deutschen Zweige der Familie über das Bundesgebiet verteilen.

## Wappen
Adam Pych Lipinski wurde 1763 urkundlich genannt und gebrauchte das Wappen Zadora: In Blau ein nach rechts blickender silberner Löwenkopf mit aufgeschlagenem Maul, daraus eine Rote Flamme herausbrechend. Auf dem gekrönten Helm mit blau-silbernen Decken, der Löwenkopf.

## Angehörige
- Martin Pich von Lipinski (* 1769; † 1847), königlich preußischer Oberstleutnant, zuletzt Chef der 4. Invaliden Kompanie
- Albert von Pich-Lipinski, Mitglied des Spandauer Bezirksamtes von 1975–1979[1]